# I Love It (Icona-Pop-Lied)
I Love It ist der Titel eines Lieds des schwedischen Elektropopduos Icona Pop. Das Lied erschien auf dem Debütalbum der Gruppe, Icona Pop (2012) sowie auf deren zweiter EP Iconic (2012).

## Hintergrund
I Love It wurde von Charlotte Aitchison, besser bekannt als Charli xcx, Patrik Berger und Linus Eklöw, einem schwedischen DJ, besser bekannt als Style Of Eye, geschrieben. Die Produktion des Lieds übernahm Berger, der bereits mit der schwedischen Sängerin Robyn auf Dancing On My Own oder mit der US-Künstlerin Lana Del Rey auf Off To The Races zusammengearbeitet hat, gemeinsam mit Eklöw. I Love It ist ein 2 Minuten und 37 Sekunden langer Popsong mit Einflüssen aus elektronischer Popmusik und House.
Auf die Frage, ob die Musikerinnen mit dem Erfolg des Lieds gerechnet hätten, antwortete Caroline Hjelt:

“I mean it’s always hard to predict. You can always say that you believe strongly in the song and that you love it, but when you start realising that other people like it as well, I mean that’s such a cool experience. Especially when people come up to you and tell the story like, ‚I just broke up with this girl or this boy and I listen to these lyrics and it helped me through it.‘ That means a lot.”

„So etwas ist immer schwer vorauszusagen. Man sagt immer, dass man stark an den eigenen Song glaubt und ihn liebt, aber wenn einem klar wird, dass ihn auch andere Leute gut finden, ist das eine tolle Erfahrung. Besonders wenn Leute auf uns zukommen und uns erzählen, ‚Ich habe grade mit diesem Mädchen oder diesem Jungen Schluss gemacht, und als ich den Songtext gehört habe, hat mir das sehr durch diese Zeit geholfen.‘ Das bedeutet uns viel.“

### Inhalt & Aufbau
I Love It handelt vom Hinwegkommen über eine gescheiterte Beziehung. So singen Icona Pop beispielsweise davon, wie sie ihr Auto gegen eine Brücke krachen lassen und das brennende Wrack betrachten sowie das Eigentum ihres ehemaligen Liebhabers in eine Tasche werfen und diese die Treppe hinunterstoßen. Im Verlauf des Liedes wird immer wieder die Phrase „I don’t care, I love it!“ wiederholt, zu deutsch: „Es kümmert mich nicht, ich liebe es!“
Das Lied besteht aus drei Teilen – einer Strophe, dem Refrain und einer Bridge. Die genaue Abfolge der Teile kann der Box rechts entnommen werden.

### Musikvideo
Das Musikvideo zum Song wurde von Fredrik Etoall gedreht. Das Video beginnt mit einer kurzen Sequenz, in der Aino Jawo und Caroline Hjelt sprechen. Im Video an sich sind die Musikerinnen zu sehen, die in einer Stadt laufen oder in einem Nachtclub feiern. Weiterhin sind einige Porträtschüsse der Frauen zu sehen sowie – stellenweise – der eingeblendete Liedtext von I Love It.

## Rezeption
Die Kritiken zu I Love It fielen sehr positiv aus.
- Lewis Corner (Digital Spy) schrieb:

“It seems the time has come for the track to fully crack the international sphere. It’s about time too, considering the remainder of the continent have been enjoying it since last May […] They vault into a hectic and shouty chorus packed with more energy than a six pack of Red Bull. It may have taken its time to get here, but it was totally worth the wait.”

„Es scheint, als sei die Zeit gekommen, dass das Lied auch internationale Märkte knackt. Wird auch Zeit, wenn man bedenkt, dass der Rest des Kontinents sich bereits seit letztem Mai [2012] daran erfreut […] Die beiden katapultieren sich in einen hektischen und geschrienen Refrain, der mehr Energie als ein Sechserpack Red Bull hat.“

Er vergab vier von fünf möglichen Sternen.
- Larry Fitzmaurice, Redakteur bei Pitchfork, bezeichnete das Lied als potentiellen Sommerhit, und beschrieb es mit den drei Attributen „delectable, empowering, infinitely repeatable“.[3]

- Der Rolling Stone listete das Lied unter den 50 besten Songs aus dem Jahre 2012 auf Platz 35.[4]

## Kommerzieller Erfolg
I Love It erreichte in nahezu allen Ländern Europas die Top 10 der jeweiligen Singlecharts. In den Vereinigten Staaten erreichte er mit Platz 7 ebenfalls die Top-10.

### Chartplatzierungen
| ChartsChartplatzierungen       | Höchstplatzierung | Wochen |
| ------------------------------ | ----------------- | ------ |
| Deutschland (GfK)              | 3 (46 Wo.)        | 46     |
| Österreich (Ö3)                | 3 (39 Wo.)        | 39     |
| Schweden (GLF)                 | 2 (42 Wo.)        | 42     |
| Schweiz (IFPI)                 | 10 (45 Wo.)       | 45     |
| Vereinigte Staaten (Billboard) | 7 (29 Wo.)        | 29     |
| Vereinigtes Königreich (OCC)   | 1 (20 Wo.)        | 20     |

| ChartsJahrescharts (2012) | Platzierung |
| ------------------------- | ----------- |
| Schweden (GLF)            | 24          |
| Schweiz (IFPI)            | 18          |

| ChartsJahrescharts (2013)      | Platzierung |
| ------------------------------ | ----------- |
| Deutschland (GfK)              | 19          |
| Österreich (Ö3)                | 11          |
| Schweden (GLF)                 | 71          |
| Schweiz (IFPI)                 | 18          |
| Vereinigte Staaten (Billboard) | 28          |
| Vereinigtes Königreich (OCC)   | 19          |

| ChartsJahrescharts (2010–2019) | Platzierung |
| ------------------------------ | ----------- |
| Österreich (Ö3)                | 53          |

### Auszeichnungen für Musikverkäufe
I Love It erhielt weltweit für über 8,3 Millionen verkaufter Einheiten drei Goldene und 31 Platin-Schallplatten. Insgesamt verkaufte sich die Single über 8,6 Millionen Mal.
| Land/Region                  | Auszeichnungen für Musikverkäufe (Land/Region, Auszeichnung, Verkäufe) | Verkäufe  |
| ---------------------------- | ---------------------------------------------------------------------- | --------- |
| Australien (ARIA)            | 6× Platin                                                              | 490.000   |
| Belgien (BRMA)               | Gold                                                                   | 15.000    |
| Dänemark (IFPI)              | Platin                                                                 | 90.000    |
| Deutschland (BVMI)           | 3× Gold                                                                | 450.000   |
| Frankreich (SNEP)            | —                                                                      | 52.100    |
| Italien (FIMI)               | 2× Platin                                                              | 60.000    |
| Kanada (MC)                  | 5× Platin                                                              | 400.000   |
| Mexiko (AMPROFON)            | Gold                                                                   | 30.000    |
| Neuseeland (RMNZ)            | 3× Platin                                                              | 90.000    |
| Österreich (IFPI)            | Platin                                                                 | 30.000    |
| Schweden (IFPI)              | 6× Platin                                                              | 480.000   |
| Schweiz (IFPI)               | Platin                                                                 | 30.000    |
| Spanien (Promusicae)         | Platin                                                                 | 60.000    |
| Vereinigte Staaten (RIAA)    | 5× Platin                                                              | 5.000.000 |
| Vereinigtes Königreich (BPI) | 2× Platin                                                              | 1.500.000 |
| Insgesamt                    | 3× Gold · 34× Platin ·                                                 | 8.777.100 |

Hauptartikel: Charli xcx/Auszeichnungen für Musikverkäufe

### Auszeichnungen für Musikstreaming
| Land/Region          | Auszeichnungen für Musikverkäufe (Land/Region, Auszeichnung, Verkäufe) | Verkäufe  |
| -------------------- | ---------------------------------------------------------------------- | --------- |
| Dänemark (IFPI)      | Gold                                                                   | 900.000   |
| Spanien (Promusicae) | Gold                                                                   | 4.000.000 |
| Insgesamt            | 2× Gold ·                                                              | 4.900.000 |

## Medien
I Love It wurde in der dritten Episode der zweiten Staffel der HBO-Serie Girls verwendet. Nach Ausstrahlung der Episode stieg das Lied in sämtlichen Downloadportalen in den Ranglisten. Zuvor war das Lied bereits Teil des Soundtracks im Remake des Computerspiels Need for Speed: Most Wanted. Im deutschsprachigen Raum wurde das Lied als Musik in einem Werbespot für Coca Cola Light verwendet.
Der Song wurde in einem Video der Werbekampagne für das Ultrabook „IdeaPad® Yoga“ der Marke Lenovo verwendet.
Auf der 2014 erschienenen EP Fuck der US-Punkband Buckcherry findet sich mit Say F*** It eine Coverversion von I Love It.
Die deutsche Punkband Itchy spielt bei ihren live Konzerten seit 2022 regelmäßig eine Punk-Version von I love it. Auf Platte veröffentlicht wurde der Song jedoch bisher nicht.

## Mitwirkende
- Songwriting – Charlotte Aitchison (Charli XCX), Patrik Berger, Linus Eklöw (Style Of Eye)
- Produktion – Berger, Style Of Eye
- Gesang – Aino Jawo, Caroline Hjelt, Charli XCX
- Abmischung – Berger
- Mastering – Tom Coyne.[37]